# رسول رضا
رسول رضا - هو الشعر، مؤلف المسرحي، مترجم، بطل العمل الاشتراكي، شاعر الشعب الاذربيجاني، فنان حائز على لقب الجدارة.
رسول رضا مؤسس الشعر الشعبي الأذربيجاني، من أبرز شعراء أذربيجان في القرن العشرين.

## حياته
ولد رسول رضا في 19 مايو، عام 1910, من مديمة كويجاي في العائلة المنورة.
نشأ في بلدة صغيرة تدعى جيوكتشاي ودرس في باكو ثم انتسب إلى معهد السينما في موسكو.
فتح رسول رضا صفحة جديدة في الشعر الأذربيجاني، عندما دوّن قصائده بأسلوب جديد «الشعر الشعبي» وله أشعار كثيرة مترجمة إلى عدة لغات، يتميز إبداع رسول رضا الشعري بعمقه الفلسفي ومواضيعه الغنية وتلاعبه بالأفكار غير المألوفة وتشبيهاته المفاجئة.
وبعد عودته إلى أذربيجان، شغل عدة مناصب مختلفة منها رئيساً لاتحاد الأدباء في أذربيجان السوفيتية، ووزيراً للسينما، ومحرراً عاماً للموسوعة الأذربيجانية ومناصب أخرى مهمة. توفي في 1 أبريل، عام 1981.

## فعاليته
اشتهر بكتاباته الشعرية ذات الطابع الشعبي ومن دواوينه: «الأيام المتجهمة، أعوام وأبيات، أنا الأرض» وغيرها.
وقد أثارت سلسلته المشهورة «الألوان»، وهي أولى أعماله، انتباهاً وجدلاً كبيراً في أذربيجان، وواجهت ردود فعل مختلفة كثيرة كونها كُتبت بأسلوب الشعر الشعبي وشكلت صفحة جديدة في الشعر الأذربيجاني، وقد رفضها البعض لعدم تمكنه من فهم أسلوبها ومعناها، بينما أعجب البعض الآخر بأصالتها واعترف بمزاياها وقبل أسلوبها وهاهي بعد مضي السنين تنجح نجاحاً تاماً، حيث عرفها الجميع وانتشرت في مختلف البلدان، وأصبح شاعرها من أبرز الشعراء الأذربيجانيين، وما تزال المؤسسات الرسمية والأدبية في روسيا وأذربيجان تقيم الاحتفالات السنوية بذكرى ميلاده يحضرها السفراء والشعراء والصحفيون والفنانون.
إلى جانب مؤلفاته الشعرية، له آثار نثرية، ومقالات علمية نقدية، ومسرحيات وأعمال أخرى في الأدب والنقد والصحافة، حيث تناولت موضوعاته المختلفة القضايا الاجتماعية والسياسية والأدبية بالإضافة إلى المسائل الحياتية الأخرى.

## أقواله
يقول رسول رضا في مذكراته: «كثيراً ما كنت أمحو ما بدا لي بالأمس اكتشافاً سعيداً، وأبدأ صياغة الفصل من جديد، وأعود إلى ما كتبته منذ عشر سنوات، فأعدل فيه، وأختصر.

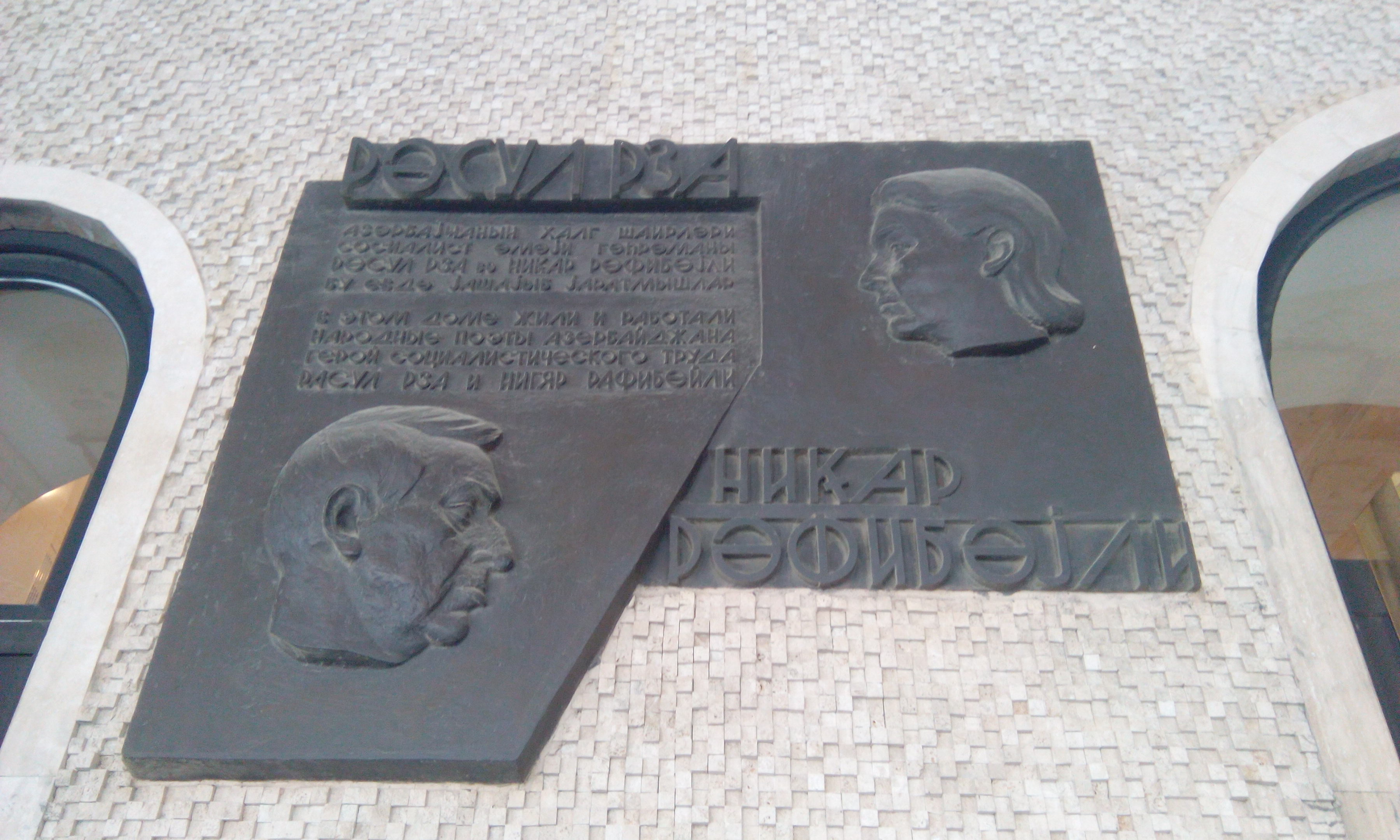
لوحة تذكارية لرسول رضا ونيجار رَفبيلي في باكو

## أسرته
زوجته: نيجار رفيبيلي - مترجمة، عضو في اتحاد الكتاب في أذربيجان منذ 1934, شاعرة شعبية في أذربيجان.
إبنه: أنار - كاتب، شاعر، مترجم، رئيس اتحاد الكتاب في أذربيجان.

## الجوائز
- جائزة الاتحاد السوفيتي الحكومية - 1951
- بطل العمل الاشتراكي (الاتحاد السوفيتي) - 1960
- وسام لينين - 1980
- تكريم عامل فني في أذربيجان الاشتراكية السوفيتية -1943

## حياته علمي

### مجموعات شعرية
- أنا الأرض [5]
- عمري هو
- هوملاند
- كتاب أمي
- العاب الأطفال
- يوم العمل
- إلجار
- اعتراف
- الخسائر
- حتى لو كان عمري جيل
- العالم مرعوب
- الكتاب الذي لم أتمكن من قراءته
- كل فصل له جماله الخاص
- عندما تكون الأضواء ساخنة
- الضوء الذي يقع على نافذتي
- الاستقرار
- الإنسان
- من الواضح أن اللسان الشعر
- الختم

### قصائده
- برج العزرأ
- بابك الخرمي
- ليلة أخير
- فضولي
- لن سيكون الورد الذهبية

### مسرحياته
- وفا
- القاء